# Hidruro de litio
El hidruro de litio (LiH) es un compuesto químico de litio e hidrógeno. Es un sólido cristalino incoloro, aunque las muestras comerciales presentan aspecto grisáceo. Esta sal inorgánica está formada por cationes litio Li+ y aniones hidruro H-, y, como es característico de los hidruros salinos, o iónicos, tiene un alto punto de fusión, de 689 °C. Por la extraordinaria ligereza de sus iones, que resulta en una masa molecular de aproximadamente 8, su densidad es de 820 kilogramos por metro cúbico (kg/m³), la más baja de los compuestos salinos.  Tiene una capacidad calorífica estándar de 29,73 J/mol.K con una conductividad térmica que varía con la composición y la presión (desde al menos 10 hasta 5 W/mK a 400 K) y disminuye con la temperatura.
El anión hidruro en general es muy reactivo frente al aire, al agua y a agentes oxidantes; un catión duro y poco electrón-atrayente como el litio no puede darle la relativa estabilidad que se encuentra, por ejemplo, en el hidruro de zinc. Así, el hidruro de litio es un sólido inflamable y muy reactivo con el agua, produciendo el corrosivo compuesto hidróxido de litio, así como hidrógeno gaseoso.
LiH  +  H2O  → LiOH  +  H2

## Síntesis
Se produce por reacción de litio fundido con gas hidrógeno en condiciones de alta presión y alta temperatura:
2 Li(l)  +  H2(g)  {\displaystyle \rightarrow }  2 LiH(s)

## Usos
El hidruro de litio, LiH, tiene numerosos usos:
- como precursor para la síntesis de hidruro de litio y aluminio (LiAlH4);
- en generadores de hidrógeno;
- en el almacenamiento de hidrógeno;
- tanto refrigerante como blindaje en reactores nucleares;
- en la fabricación de cerámica;
- como agente reductor[5] (redox).

De todos los hidruros, el litio es el catión más ligero posible, puesto que el catión hidronio reaccionaría violentamente con el hidruro para formar dihidrógeno, y no se conocen compuestos estables de helio. Puesto que los hidruros de berilio BeH2 y boro B2H6, también muy ligeros y de estequiometría más favorable, son covalentes, el hidruro de litio tiene el más alto contenido de hidrógeno en porcentaje en masa de los hidruros salinos o iónicos. El contenido en hidrógeno del LiH es, por ejemplo, tres veces mayor que el de NaH (aunque su estequiometría es idéntica), lo cual hace que el LiH sea de interés para el almacenamiento de hidrógeno. El compuesto se utilizó en 1967, en el LEX ONERA, en forma de un combustible en grano para cohetes híbridos, denominado Lithergol hipergólico.

### Deuteruro de litio
El correspondiente deuteruro de litio-6, de fórmula 6LiD, es el combustible de fusión en las armas termonucleares. En las ojivas con la disposición Teller-Ulam, el LiD se comprime y se calienta por la explosión de la fisión primaria hasta el punto en que ocurre la fusión.  El deuteruro de litio-6, a diferencia del de tritio, no es radiactivo. Cabe señalar, como se descubrió cuando la prueba nuclear de Castle Bravo superó la potencia esperada, que el isótopo litio-7, que constituye la mayor parte de litio natural, está también expuesto a los neutrones, como lo está el litio-6, al ser bombardeados por los neutrones rápidos.
El deuteruro de litio-6 también puede ser utilizado como recipiente de almacenamiento para su uso en vehículos de hidrógeno. El 6LiD se puede obtener por calentamiento de litio-6 y  deuterio gas (procedente de electrólisis de agua pesada) en un recipiente herméticamente cerrado a 600-700 °C.

## Seguridad
LiH es inflamable en el aire, y reacciona de forma explosiva con el agua para dar el corrosivo hidróxido de litio, LiOH, junto con hidrógeno gaseoso. 

## En la cultura popular
En el libro de ciencia ficción, Protector, de Larry Niven, su personaje Brennan describe los subproductos de un estatorreactor Bussard (Bussard ramjet, en inglés) como un surtido de productos químicos extraños como "hidruro de litio ... un producto químico normalmente imposible ..."  El libro fue publicado en 1973.